# Codex Chigi
Kodex Chigi [kídži] (italsky Codice Chigi) je rukopisný hudební kodex původem z Flander. Podle muzikologa Herberta Kellmana byl redigován v letech 1498 až 1503, pravděpodobně na pokyn Filipa I. Kastilského. Je uchován ve Vatikánské apoštolské knihovně pod katalogovým číslem Chigiana, C. VIII. 234.

## Popis
Kodex Chigi je pozoruhodný nejen iluminovanými stránkami v pestrých barvách, vytvořenými pravděpodobně v dílně mistra rukopisu Hortulus Animae v Gentu, ale také pro velmi dobrou zřetelnost a čitelnost hudební notace. Obsahuje téměř kompletní seznam polyfonních mší Johannese Ockeghema a sbírku dalších pěti poměrně raných mší, založených na melodii středověké písně L'homme armé („ozbrojený muž“). Několik listů bylo do původního kodexu doplněno až dodatečně, v době vazby rukopisu. Ty jsou označeny v seznamu níže.

## Obsah
Rukopis obsahuje následující skladby (jak jsou uvedeny v Kellmanově článku):
- Alexander Agricola
  - Missa In myne zyn (bez Kyrie)

- Antoine Brumel
  - Missa L'homme armé

- Antoine Busnois
  - Missa L'homme armé

- Antoine de Févin
  - Sancta Trinitas unus Deus (přidaná)

- Gaspar van Weerbeke
  - Stabat mater

- Heinrich Isaac
  - Angeli archangeli

- Jacobus Barbireau
  - Missa Virgo parens Christi (bez Agnus Dei)

- Jean Mouton
  - Quis dabit oculis (přidaná, bez atribuce)

- Johannes Ockeghem
  - Ave Maria (přidaná)
  - Intemerata Dei Mater
  - Missa Mi-mi
  - Missa Ecce ancilla Domini
  - Missa L'homme armé
  - Missa Fors seulement (pouze části Kyrie, Gloria a Credo)
  - Missa sine nomine (pouze Kyrie, Gloria a Credo)
  - Missa Ma maistresse (Kyrie a Gloria)
  - Missa Caput
  - Missa De plus en plus
  - Missa Au travail suis
  - Missa cuiusvis toni
  - Missa Prolationum
  - Missa quinti toni
  - Missa pro defunctis

- Johannes Regis
  - Celsi tonantis
  - Clangat plebs
  - Lauda Sion Salvatorem
  - Lux solempnis (bez atribuce)
  - O admirabile commercium

- Josquin des Prez
  - Missa L'homme armé sexti toni (pouze Kyrie, Gloria a Credo)
  - Stabat mater

- Loyset Compère
  - Ave Maria (přidaná)
  - Missa L'homme armé
  - Sancte Michael ora pro nobis (přidaná, bez atribuce)
  - Sile frago ac rerum (bez atribuce)

- Pierre de La Rue
  - Credo Sine nomine
  - Missa Almana

- anonymní skladby
  - Ave rosa speciosa
  - Regina coeli (přidaná)
  - Vidi aquam (přidaná)
  - neotextované moteto